# Giochi della Lusofonia
I Giochi della Lusofonia (in portoghese Jogos da Lusofonia) è un evento multisportivo internazionale
organizzato dalla Associação dos Comités Olímpicos de Língua Oficial Portuguesa (ACOLOP), che coinvolge atleti provenienti dai paesi lusofoni, comprendenti sia paesi facenti parte della CPLP (Comunità di Paesi di Lingua Portoghese), sia paesi con una vasta comunità portoghese o che fanno comunque parte del passato del Portogallo.
Questo evento è simile come concetto ai Giochi del Commonwealth (per i membri delle nazioni del Commonwealth) e ai Giochi della Francofonia (per la comunità francofona).

## Paesi partecipanti
I paesi partecipanti sono Angola, Brasile, Capo Verde, Timor Est, Guinea-Bissau, Macao (Cina), Mozambico, Portogallo, São Tomé e Príncipe, e membri associati di Guinea Equatoriale, India e Sri Lanka. Anche Ghana, Flores (un'isola dell'Indonesia), Mauritius e Marocco hanno espresso il desiderio di partecipare negli eventi futuri.
La Galizia, terra dove si è originata la lingua portoghese e dove il portoghese è ufficiale con il nome di "galiziano" è stata invitata ai Giochi, ma ne è restata fuori per il disinteressamento del governo locale.

## Sport
Atletica leggera: dal 2007
 Beach volley: dal 2006
00 Sport disabili: dal 2009
 Calcio: dal 2006
 Calcio a 5: 2006-2009
 Judo: dal 2009
 Pallacanestro: dal 2006
 Pallavolo (maschile e femminile): dal 2006
 Taekwondo: uomini dal 2006, donne dal 2009
 Tennis tavolo: dal 2006
 Wushu: dal 2014

## Edizioni
| Anno | Edizione                   | Sede                  | Date           |
| ---- | -------------------------- | --------------------- | -------------- |
| 2006 | I Giochi della Lusofonia   | Macao ( Macao)        | 7 - 15 ottobre |
| 2009 | II Giochi della Lusofonia  | Lisbona ( Portogallo) | 11-19 luglio   |
| 2014 | III Giochi della Lusofonia | Goa ( India)          | 18-29 gennaio  |
| 2018 | IV Giochi della Lusofonia  | Maputo ( Mozambico)   | annullati      |
| 2021 | V Giochi della Lusofonia   | Luanda ( Angola)      |                |

## Medagliere
| #      | Nazione             | Oro | Argento | Bronzo | Totale |
| ------ | ------------------- | --- | ------- | ------ | ------ |
| 1      | Brasile             | 64  | 43      | 32     | 139    |
| 2      | Portogallo          | 55  | 72      | 48     | 175    |
| 3      | India               | 38  | 29      | 35     | 102    |
| 4      | Macao               | 16  | 15      | 33     | 64     |
| 5      | Sri Lanka           | 10  | 13      | 18     | 41     |
| 6      | Angola              | 9   | 12      | 25     | 46     |
| 7      | Mozambico           | 8   | 7       | 10     | 25     |
| 8      | Capo Verde          | 3   | 8       | 16     | 27     |
| 9      | Guinea-Bissau       | 2   | 1       | 1      | 4      |
| 10     | São Tomé e Príncipe | 1   | 3       | 7      | 11     |
| 10     | Timor Est           | 0   | 0       | 2      | 2      |
| 12     | Guinea Equatoriale  | 0   | 0       | 0      | 0      |
| Totale | Totale              | 206 | 203     | 227    | 636    |